# Phoradendron interruptum
Phoradendron interruptum är en sandelträdsväxtart som först beskrevs av Dc., och fick sitt nu gällande namn av B. D. Jackson. Phoradendron interruptum ingår i släktet Phoradendron och familjen sandelträdsväxter. Inga underarter finns listade i Catalogue of Life.